# Joanikije II. Mićović

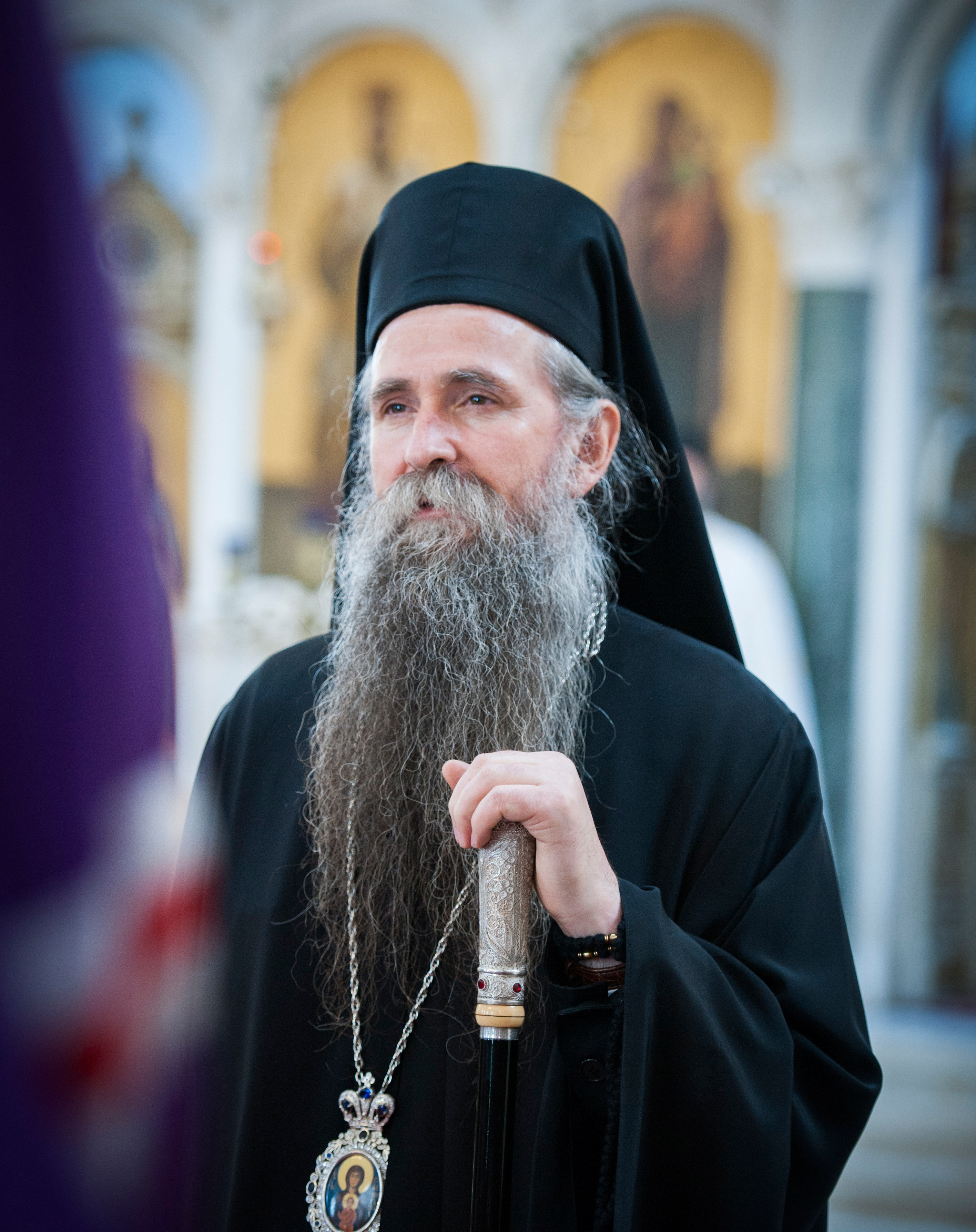
Bischof Joanikije (2014)

Joanikije II. Mićović, serbisch-kyrillisch Јоаникије Мићовић, bürgerlich Jovan Mićović, (* 20. April 1959 in Velimlje, SR Montenegro, SFR Jugoslawien) ist seit 2021 serbisch-orthodoxer Metropolit von Montenegro und dem Küstenland.

## Biografie
Joanikije Mićović studierte Theologie und Philosophie in Belgrad. Seit 1992 leitete er das serbisch-orthodoxe Priesterseminar Cetinje. Im Mai 1999 wurde er zum Bischof von Budimlje und Nikšić (Nordmontenegro) geweiht.
2016 kritisierte Bischof Joanikije die Bestrebungen der montenegrinischen Regierung, der NATO beizutreten. Er sprach in Budimlje bei einer Gedenkveranstaltung für die Opfer des NATO-Bombardements von 1999 und bezeichnete dieses als Tat einer „kriminellen Armada“.
Bischof Joanikije war der engste Mitarbeiter des Metropoliten Amfilohije. Beide setzten sich gegen ein von der damaligen sozialistischen Regierung Montenegros geplantes Religionsgesetz ein, nach dem alle Religionsgemeinschaften beweisen mussten, dass sie bereits vor 1918 Eigentümer ihrer Immobilien waren. (Im Jahr 1918 war Montenegro Teil des Königreichs der Serben, Kroaten und Slowenen geworden; die autokephale montenegrinisch-orthodoxe Kirche war 1920 im Zuge der Vereinigung der serbisch-orthodoxen Kirche unterstellt worden. Ihr autokephaler Status war allerdings erst 1903 und 1905 durch den Fürsten Nikola I. im Zuge seiner großmontenegrinischen Politik geschaffen worden, ohne dass die Bevölkerung oder die seinerzeit mächtigen Clanoberhäupter an dieser Neuordnung beteiligt worden waren.) Das Gesetz wurde Ende 2019 vom Parlament beschlossen.
Am 12. Mai 2020 wurde Bischof Joanikije zusammen mit weiteren Geistlichen aus Nikšić für 72 Stunden verhaftet, da sie (so der Vorwurf) gegen das Versammlungsverbot im Zusammenhang mit der COVID-19-Pandemie verstoßen hatten. Nach Darstellung der Geistlichen hatte sich eine Menschenmenge zur alljährlich stattfindenden Prozession zu Ehren des heiligen Vasilije Ostroški zusammengefunden, und die Geistlichen leiteten diese spontan. Am 13. Mai fanden in Nikšić und Pljevlja Demonstrationen gegen die Inhaftierung der Geistlichen statt; dabei kam es zu Zusammenstößen mit der Polizei.
Nach dem durch COVID-19 verursachten Tod des Metropoliten Amfilohije am 30. Oktober 2020 verwaltete Bischof Joanikije die Metropolie. Er wurde nach den Beerdigungsfeierlichkeiten für Amfilohije selbst positiv auf COVID-19 getestet, wie seine Eparchie am 8. November 2020 mitteilte.
Die neue, seit Dezember 2020 amtierende montenegrinische Regierung gilt als der serbisch-orthodoxen Kirche nahestehend und änderte das umstrittene Religionsgesetz. Am 22. April gab der serbische Patriarch Porfirije bekannt, dass ein grundlegendes Abkommen zwischen der serbisch-orthodoxen Kirche und der Regierung von Montenegro unterzeichnungsreif sei, welches die wechselseitigen Beziehungen regle. Gegenüber Kritikern, die in dieser Übereinkunft einen Verlust an Autonomie für die Metropolie Montenegro und Küstenland sahen, erklärte Bischof Joanikije, es werde „keinerlei neue Realität oder irgendein neues Subjekt der kirchlichen Organisation geschaffen“. Die Metropolie habe keine andere Selbständigkeit, als jede Eparchie der serbisch-orthodoxen Kirche sie besitze. Während der Bischofsversammlung der serbischen Orthodoxen Kirche am 24. bis 29. Mai 2021 in Belgrad wurde Bischof Joanikije (Mićović) zum neuen Metropoliten für Montenegro und die Küstenländer ernannt. Presseberichten zufolge schlug Patriarch Porfirije Bischof Joanikije als neuen Metropoliten vor, und dieser wurde dann per Akklamation gewählt.
Am 5. September 2021 wurde Bischof Joanikije im Kloster Cetinje vom Patriarchen Porfirije als neuer Metropolit von Montenegro und dem Küstenland in sein Amt eingeführt. Dafür war Polizeischutz notwendig, da Gegner bereits am Vortag mit brennenden Autoreifen und Steinen Barrikaden errichtet hatten, um die Zufahrt zur Amtseinführung zu verhindern. In der Innenstadt von Cetinje versammelten sich einige hundert Demonstranten, die Steine und Flaschen auf Polizisten warfen, worauf diese Tränengas einsetzten. Metropolit und Patriarch mussten per Hubschrauber eingeflogen werden und verließen die Stadt unmittelbar danach wieder. Zu den Protesten hatte der Staatspräsident Milo Đukanović aufgerufen. Die Protestierenden sahen die staatliche Unabhängigkeit Montenegros verletzt, weil die serbisch-orthodoxe Kirche die Souveränität Montenegros nicht anerkennt und nun ihren neuen Metropoliten in der historischen Hauptstadt Montenegros einführte, wo sich eben auch das Kloster Cetinje, der Amtssitz des orthodoxen Metropoliten, befindet. Die – von den übrigen orthodoxen Kirchen nicht anerkannte – montenegrinisch-orthodoxe Kirche sieht sich als Nachfolgerin des bis 1920 unabhängigen Erzbistums Cetinje, so dass Cetinje auch von ihr als Sitz ihres Metropoliten beansprucht wird. Ministerpräsident Zdravko Krivokapić, der einer Koalition vorsteht, die im Wahlkampf von der serbisch-orthodoxen Kirche unterstützt worden war, bezeichnete die Angriffe von Protestierenden auf Polizisten als „terroristischen Akt“. Es gab mindestens 60 Verletzte und 15 Festnahmen; unter den Verhafteten befand sich nach Regierungsangaben Veselin Veljović, ein hochrangiger Berater Đukanovićs, der früher Polizeichef des Landes war. Veljović wird unter anderem vom montenegrinischen Vizepremierminister Dritan Abazović vorgeworfen, er habe die Ausschreitungen inszeniert.